# Francis Ysidro Edgeworth
Francis Ysidro Edgeworth (8. únor 1845, Edgeworthstown – 13. únor 1926, Oxford) byl irský ekonom, matematik a statistik. Matematickými metodami rozvíjel teorii mezinárodního obchodu, zdanění a teorii monopolu. Ve statistice přispěl k rozvoji obecné teorie indexních čísel.

## Život
Vystudoval na Trinity College v Dublinu a Balliol College v Oxfordu, kde absolvoval v roce 1869. V roce 1877 se habilitoval jako advokát. Od roku 1880 přednášel na King‘s College v Londýně, kde se stal roku 1888 profesorem politické ekonomie. Od roku 1891 do roku 1922 byl profesorem ekonomie v Oxfordu. Sehrál důležitou roli též jako redaktor časopisu Economic Journal (1891-1926).
Jeho styl byl velmi temný a texty málo srozumitelné, takže dlouho nedosáhl velkého věhlasu.
Chtěl použít matematiku k řešení etických otázek, zejména ve svém prvním díle New and Old Methods of Ethics (1877). Jeho nejslavnějším dílem se stala kniha Mathematical Psychics (1881), kde představil nové myšlenky, které se staly základními nástroji ekonomické teorie.
V ekonomii přispěl zejména k teorii mezinárodního obchodu a zdanění a k teorii monopolů. Přispěl též k teorii indexových čísel a statistické teorii pravděpodobnosti. Obhajoval používání údajů z minulé zkušenosti jako základu pro odhad budoucích pravděpodobnosti. Za to si později vysloužil značnou kritiku, například Johna Kennetha Galbraitha. 